# O Beijo Adolescente
O Beijo Adolescente é uma webcomic de Rafael Coutinho criada em 2011 para o portal iG em uma então recém-lançada área exclusiva para a publicação de quadrinhos brasileiros. Publicada em vários capítulos, a série ganhou sua primeira edição impressa ainda em 2011, de forma independente. Em 2013, foi lançado o segundo volume impressa da série, dessa vez através da plataforma de financiamento coletivo Catarse. Esse segundo volume ganhou o Troféu HQ Mix de "melhor publicação independente de autor" no ano seguinte. Em 2015, o último volume foi lançado, novamente financiado através do Catarse e lançado pelo selo Narval Comics, do próprio Rafael Coutinho. A história conta a saga de uma gangue de garotos que desenvolvem poderes especiais na adolescência. O rito que marca a aquisição desses poderes é o primeiro beijo.